# Kalasdhal, Bhalki
Kalasdhal là một làng thuộc tehsil Bhalki, huyện Bidar, bang Karnataka, Ấn Độ.